# 칠곡층
칠곡층(Chilgok Formation, Shikkoku Formation, 漆谷層)은 대한민국 경상 분지 밀양소분지에 분포하는 중생대 백악기 경상 누층군 하양층군의 최하부 지층이다. 의성소분지의 일직층과 대비된다.

## 개요
칠곡층은 팔공산 화강암체에 묻혀 사라진 일직층을 대신하여 팔공산-대구 이남 지역에서 하양층군의 최하부를 구성한다. 칠곡층의 상부에 협재된 청룡사 현무암에서는 쇄설성 저어콘의 SHRIMP U-Pb 연대측정을 통해 108.0±2.6 Ma 의 연령이 구해졌으며 칠곡층에서 분리된 쇄설성 저어콘의 U-Pb 가중평균연대는 108.7±0.8 Ma 를 보인다. 이로서 칠곡층은 백악기 전기 알비절(Albian; 99.6-112.0 Ma) 초기에 퇴적이 진행되었음을 알 수 있다.

## 지역별 지질

### 대구광역시
왜관-대구 지질도폭(1928)에 의하면 칠곡층은 적색 이암, 셰일, 사암으로 구성되며 일부 건열(sun-crack) 구조가 발달하고 지층의 두께는 550~950 m 이다. 칠곡층에서는 어떠한 화석도 보고되지 않았다. 지층의 주향은 북동이며 경사는 남동 12~28°이다.
현풍 지질도폭(1970)에 의하면 칠곡층은 하양층군 최하부 지층으로 하위의 신동층군 진주층을 정합으로 덮으며 주로 자색(赭色) 셰일, 이암, 사암 및 사질셰일과 녹회색, 암회색, 회갈색의 사암, 역암, 역질사암과 응회암질사암 등으로 구성된다. 고령군 다산면 월성리에서 송곡리 중부, 성산면 고탄리와 삼대리, 개진면 오사리와 개포리 남동부, 우곡면 도진리 지역에 분포하고 이후 합천군 지역으로 이어진다. 칠곡층의 주향은 일반적으로 북동 20~40°이고 경사는 남동 12~26°이며 고령군 성산면~개진면 삼대리 단면에서의 두께는 450~500 m이다. 칠곡층은 성산면에서 고령 단층에 의해 절단되며 진주층보다 낙차가 커 고령 단층이 힌지 단층임을 지시한다.
대구광역시의 칠곡층
- 대구광역시 북구 태전동 산 3-1
북위 35° 55′ 33.91″ 동경 128° 32′ 33.89″ / 북위 35.9260861°  동경 128.5427472°
- 북다사 나들목 북동쪽 다사로 도로변
대구광역시 달성군 다사읍 이천리 295-3
북위 35° 53′ 19.28″ 동경 128° 28′ 17.51″ / 북위 35.8886889°  동경 128.4715306°
- 북다사 나들목 북동쪽 다사로 도로변
대구광역시 달성군 다사읍 이천리 295-2
북위 35° 53′ 19.38″ 동경 128° 28′ 19.84″ / 북위 35.8887167°  동경 128.4721778°
- 박곡리 앞산 남서측
대구광역시 달성군 다사읍 박곡리 387
북위 35° 52′ 59.1″ 동경 128° 29′ 18.9″ / 북위 35.883083°  동경 128.488583°
- 매곡리7길 도로변
대구광역시 달성군 다사읍 매곡리 841
북위 35° 51′ 55.1″ 동경 128° 27′ 02.41″ / 북위 35.865306°  동경 128.4506694°
- 매곡리7길 도로변
대구광역시 달성군 다사읍 부곡리 269
북위 35° 51′ 55.8″ 동경 128° 26′ 51.4″ / 북위 35.865500°  동경 128.447611°
- 다사역 부근 다사로 도로변
대구광역시 달성군 다사읍 매곡리 산 25-7
북위 35° 51′ 55.1″ 동경 128° 27′ 33.7″ / 북위 35.865306°  동경 128.459361°
- 다사역 부근 다사로 도로변
대구광역시 달성군 다사읍 매곡리 산 25-7
북위 35° 51′ 55.1″ 동경 128° 27′ 32.2″ / 북위 35.865306°  동경 128.458944°
- 북다사 나들목 서쪽 다사로 도로변
대구광역시 달성군 다사읍 매곡리 산 102-5
북위 35° 52′ 17.32″ 동경 128° 27′ 25.51″ / 북위 35.8714778°  동경 128.4570861°

### 고령군과 창녕군
창녕 지질도폭(1969)에 의하면 녹/암회색, 회갈색의 사암층에 자색(赭色)의 셰일 및 이암층을 협재하며 (암)회색 셰일, 이암, 암회색의 사질셰일, 역암으로 구성된다. 칠곡층은 고령군 우곡면 청룡사 부근에서는 남류하는 회천에 의해 그 하부가 삭박(削剝) 유실되어 두께가 250 m 이고 남하함에 따라 두께가 증가하여 800 m까지 올라간다. 칠곡층의 일반적인 주향과 경사는 황강 이북지역에서 북동 15~25°및 남동 10~15°이나 황강 이남에서는 북동 45~65°및 남동 15~20°이고 낙동강에 이름에 따라 북동 5~10°및 남동 10~15°로 변하다가 낙동강변에서는 북서 10~40°및 북동 10~20°으로 변한다.

#### 청룡사 현무암
창녕 지질도폭 지역에서, 칠곡층의 최상부에는 고령군 우곡면 도진리의 청룡사 부근에서 합천군 청덕면에 이르기까지 남-북 방향으로 약 12 km에 걸쳐 분포하고, 평균 두께는 5-6 m, 최대 두께는 10 m 인 청룡사 현무암이 협재된다. 청룡사 현무암은 주로 북서에서 남동 방향으로 흘렀던 용암류에 의해 정치된 것으로 해석된다.
고령군 우곡면 도진리 산 24-1에 위치한 청룡사 경내에 암녹색 내지 암갈색을 띠는 청룡사 현무암층이 발달한다. 칠곡층 퇴적암과의 경계부에서는 요철 구조, 퇴적암이 용암으로 침투한 불꽃 구조, 하중 구조, 현무암편이 퇴적암으로 가라앉은 구조와 같이 용암류의 특징이 잘 관찰된다.

#### 고령 우곡수리암장
우곡수리암장은 고령군 우곡면 월오리에 위치한 암장으로 클라이밍 명소이다. 절벽 자체는 칠곡층과 신라 역암층의 경계에 위치한다.
고령 우곡수리암장의 칠곡층
고령군의 칠곡층
- 고령군 우곡면 도진리 도진3길 도로변
북위 35° 40′ 30.0″ 동경 128° 20′ 55.0″ / 북위 35.675000°  동경 128.348611°
- 고령군 우곡면 도진리 도진3길 도로변
북위 35° 40′ 29.0″ 동경 128° 20′ 53.0″ / 북위 35.674722°  동경 128.348056°

### 합천군과 의령군
삼가 지질도폭(1975)에 의하면 칠곡층은 하위의 신동층군 진주층을 정합으로 덮으며 진주층의 최상부 흑색 셰일을 덮고 있는 자색 셰일, 사질셰일의 직하한이 칠곡층의 최하한(下限)으로 설정되었다. 주로 자색의 사질셰일, 셰일과 회색 또는 녹회색 사암 및 사질셰일, 담회색의 역질사암으로 구성된다. 칠곡층의 주향과 경사는 북동 10~20°및 남동 10~15°이며 두께는 약 400 m이다. 도폭 내 의령군 봉수면 중서부에서 궁류면 남서부, 대의면 신전리 동부, 칠곡면 내조리 북동부에 이르기까지 분포한다. 의령군 궁류면 벽계리의 일붕사 입구에 위치한 거대 기암괴석 수직 절벽인 봉황대는 봉황의 머리를 닮았다 하여 붙여진 이름이다. 이 암석은 칠곡층에 해당한다.
합천군 덕곡면 병배리(북위 35° 37′ 25.04″ 동경 128° 20′ 24.19″ / 북위 35.6236222°  동경 128.3400528° )에는 칠곡층 내에 현무암질 용암류가 협재된다. 청룡사 현무암은 칠곡층 상하위의 자색 이암 및 응회질사암 사이에 협재되는 약 8 m 두께의 판상체로서 절벽을 이룬다.
합천군 쌍책면 다라리(북위 35° 34′ 34.6″ 동경 128° 17′ 59.8″ / 북위 35.576278°  동경 128.299944° )에는 칠곡층이 도로를 따라 수백 미터 연속적으로 발달한다. 하부는 두꺼운 사암층이 발달하고 상부는 범람원 기원의 붉은색 이암과 사암층의 교호층으로 구성되며, 부분적으로 응회질 사암이 협재한다. 하부 사암층의 기저는 다소 오목하고 원마도가 양호한 역을 함유한 사암으로 구성되며 상향 세립화의 경향을 보인다. 사암층 내에는 때때로 판상 층리가 발달하기도 한다.

### 진주시와사천시
진주 지질도폭(1969)에 의하면 하위의 진주층을 정합으로 덮으며 의령군 가례면 남서부, 화정면 면소재지, 진주시 대곡면 덕곡리와 가정리, 금산면 동부에 이르기까지 북북동 방향으로 분포한다. 주로 자색의 사질셰일과 셰일이다. 층리의 주향과 경사는 북동 10~20°및 남동 10°내외이며 두께는 약 600 m이다.
사천 지질도폭(1969)에 의하면 하위의 진주층을 정합으로 덮고 상위의 신라 역암층에 의해 덮여 있다. 자색(赭色) 및 회색 사암, 이암, 셰일 등으로 구성되어 있다. 지층의 최대 두께는 500 m이며 남으로 감에 따라 협소해지는 경향이 있다. 도폭 내 문산읍 서부, 정촌면 동부, 정동면 서부에 이르기까지 북북동 방향으로 분포한다.
삼천포 지질도폭(1983)에 의하면 하위의 진주층과는 정합 관계로 주로 자색의 사질셰일 및 셰일로 구성되며 하부로 갈수록 회색 사질셰일이 많아진다. 지층의 두께는 300~400 m 정도이며 지층 내에 연흔과 건열 구조가 관찰된다. 도폭 내에서 오른쪽의 신라 역암층 및 함안층과 북북동 방향으로 거의 평행하게 사천시 용현면 덕곡리 중부에서 송포동 해안가, 마도동에 이르기까지 분포한다.
오재호 외(1995)는 경상 누층군 내 석유 부존 가능성을 평가하기 위해 진주시 지역 신동층군과 하양층군을 조사하였다. 진주 지역에서 칠곡층의 두께는 600 m 정도이며 오재호 외는 남해고속도로를 따라 다음과 같은 노두를 기재하였다. 일직층(칠곡층) 하부의 노두는 남해고속도로 문산 나들목 절개면에 발달한다. 이 노두는 두꺼운 적색 이암과 수평연장성이 불량한 사암으로 구성된다. 노두의 최하부는 생교란을 심하게 받은 두꺼운 적색 니질사암으로 구성되며 박층의 이암이 협재된다. 이 니질사암은 상부의 세립사암에 의해 침식되었으며 그 경계는 심한 생교란으로 불분명하다.

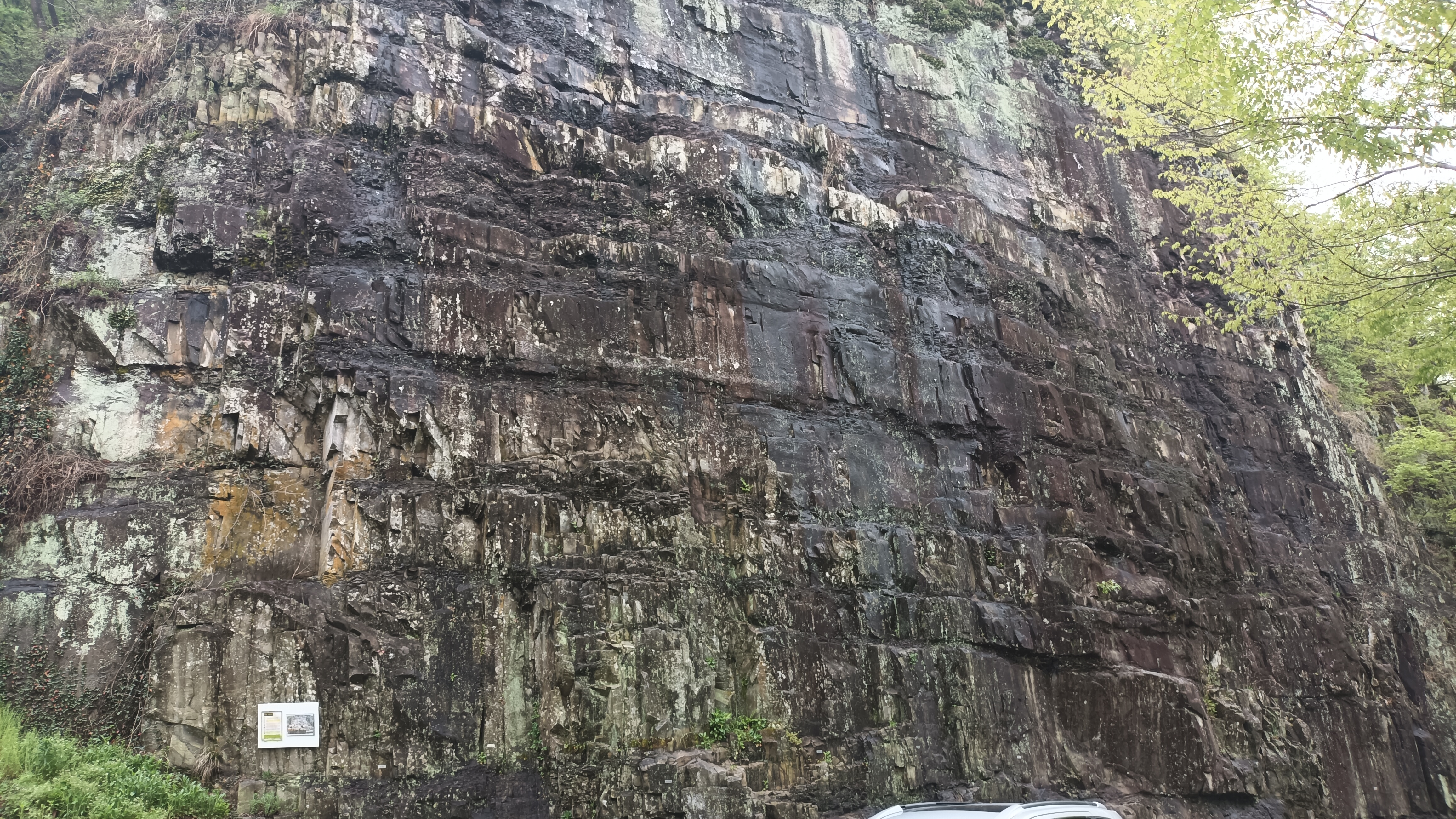

진주 남강암은 진주시 대곡면 와룡리 산 228 남강 강변에 위치한 칠곡층 바위로 암벽 등반장으로 이용되고 있다. 진주시 대곡면 덕곡길 221 북서측 농로로 접근할 수 있다.

### 남해군
남해군 내에서 칠곡군은 고현면 이어리와 남해읍 심천리 일부 지역, 창선도 북서부 해안 지역에 분포한다. 칠곡층은 자색 미사질이암, 담회색 내지 유백색 중립/조립질 함력사암, 역질사암, 연속성이 불량한 담회색/담황색 역질암(두께 ~10 m), 녹회색 내지 암회색의 미사암 및 사질셰일로 구성된다. 칠곡층에는 상부와 하부에 자색 지층이 협재되는데 이 자색층은 하산동층의 자색층에 비해 더 어두운 색을 띠며 하부보다 상부에 더 많이 협재된다. 자색층의 두께는 약 1~2 m 정도이며 횡적으로 연속성이 없다. 또한 이어리 부근과 그 뒤쪽 210 m 고지에는 두께 10 m 정도의 역암 지층이 나타난다. 창선도 북서부의 칠곡층 상부에는 자색/녹회색 사암 내에 응회질 성분이 포함되어 있는데 이는 칠곡층 상부가 퇴적될 때부터 경상 분지의 화산 활동이 시작되었음을 지시한다. 남해군 지역에서 칠곡층의 전체 두께는 200~300 m 내외로 측정되며 주향은 북동 60~80°, 경사는 남동 10~16°이나 율도리~벽제동마을 해안 부근에서 다소 교란되어 소규모의 습곡을 보이기도 한다.

## 같이 보기
- 한국의 지질
- 경상 누층군
- 일직층 - 칠곡층과 층서상 동일
- 진주층
- 신라 역암층